# Diplectrona hermione
Diplectrona hermione là một loài cánh lông trong họ Hydropsychidae. Loài này phân bố ở miền Ấn Độ - Mã Lai.